# Angiodisplasia
L'angiodisplasia è una malformazione vascolare di piccole dimensioni che si reperta a livello dei piccoli vasi dell'intestino. È causa frequente di sanguinamenti occulti e conseguente anemizzazione. Le lesioni sono spesso multiple e interessano per lo più l'intestino cieco o il colon destro. Il trattamento prevede la chiusura dei vasi sanguinanti per via endoscopica, terapia medica e occasionalmente chirurgica.
Col termine angiodisplasia (che significa anormale sviluppo di un vaso) vengono denominati anche altri quadri patologici a carico dei vasi linfatici e venosi.

## Epidemiologia
Più diffusa nei soggetti anziani, superiore ai 60 anni, mentre in soggetti in età pediatrica è molto rara, anche se si sono registrati casi in cui la persona affetta aveva 13 anni.

## Storia
Descritta per la prima volta nel 1978, nello stesso episodio fu inventato il termine "angiodisplasia"

## Sintomatologia
Caratterizzati da emorragie (costituisce il 40% dei casi totali di sanguinamento del tratto gastrointestinale nei soggetti anziani), il sanguinamento può essere cospicuo determinando un'emissione di feci frammiste a sangue rosso vivo (Enterorragia) poiché contengono sangue solo parzialmente digerito; la perdita di sangue in altri casi può essere molto ridotta (stillicidio ematico) con feci di colore normale e anemia come unico sintomo apparente. Il sanguinamento può essere intermittente e la ricerca del sangue occulto nelle feci sarà positiva solo quando effettuata su feci emesse in concomitanza di un episodio microemorragico.

## Diagnosi
La diagnosi di angiodisplasia viene posta tramite dimostrazione endoscopica delle lesioni in corso di colonscopia (CS) o esofagogastroduodenoscopia (EGDS) sebbene le lesioni, molto piccole, possano essere difficili da individuare. Una nuova tecnica che prevede l'uso della videocapsula endoscopica si è dimostrata più sensibile nello scovare le malformazioni vascolari soprattutto quando localizzate a livello del piccolo intestino difficilmente raggiungibile dalle sonde endoscopiche tradizionali. La videocapsula endoscopica ha forma e dimensione di una comune pillola e contiene una microcamera e un trasmettitore; viene deglutita come una comune capsula e lungo il suo tragitto nel tubo digerente scatta una serie di fotografie che invia poi a un ricevitore che viene tenuto in tasca dal paziente.
L'angiodisplasia nell'intestino tenue può anche essere diagnosticata e trattata attraverso enteroscopia a doppio pallone, una tecnica che prevede l'uso di una lunga sonda flessibile alla cui estremità si trova un palloncino gonfiabile, rivestita da un altro tubo che scivola sulla sonda, anch'esso dotato di un palloncino terminale gonfiabile. La tecnica consiste nel far avanzare lungo il tenue prima la sonda flessibile che si adatta alle curvature e ai ripiegamenti intestinali, poi si gonfia il palloncino in modo da ancorarla, si fa scorrere su di essa il secondo tubo esterno, più rigido, che distende delicatamente l'intestino; si gonfia il palloncino del tubo esterno per ancorarlo, si sgonfia il palloncino della sonda flessibile che viene spinta delicatamente lungo il tratto successivo. Questa tecnica permette di scorrere interamente l'intestino tenue a differenza della gastroesofagoduodenoscopia che si arresta alla prima porzione del digiuno (parte alta dell'intestino tenue) e della colonscopia che dà immagini dell'ileo (ultima porzione del tenue).
In caso di endoscopia negativa con forte sospetto clinico di angiodisplasia, può essere effettuata un'angiografia selettiva dell'arteria mesenterica. In alternativa una scintigrafia con globuli rossi marcati con un isotopo radioattivo svela il sito del sanguinamento ma solo se il sanguinamento è cospicuo e attivo al momento dell'esame.

## Eziologia
Fra le cause più frequenti che comportano la nascita di tali lesioni si ritrova la sindrome di Rendu-Osler o teleangectasia emorragica ereditaria

## Fisiopatologia
Dal punto di vista istologico si configura come una teleangectasia. Il suo sviluppo dipende dall'età della lesione e dalla posizione sulla parete intestinale che si suppone possano influenzare le modificazioni del calibro e dell'attività proliferativa dei vasi coinvolti..
Sebbene l'angiodisplasia sia abbastanza frequente, il rischio che determini sanguinamento aumenta se coesistono disturbi della coagulazione. Queste lesioni si associano classicamente alla sindrome di Heyde (angiodisplasia e stenosi valvolare aortica)
In questa sindrome, il fattore di von Willebrand viene consumato in corrispondenza del flusso ematico turbolento che si realizza in corrispondenza della stenosi, dove vi è una maggiore tensione di taglio. In carenza di fattore di von Willebrand aumenta il rischio di sanguinamento dell'angiodisplasia.

## Terapia

### Anemia e sanguinamento
Se l'anemia è severa dev'essere trattata con una trasfusione prima di decidere qualunque altro tipo di intervento. Successivamente si può eseguire un trattamento endoscopico in cui si pratica la cauterizzazione dei vasi sanguinanti oppure la chiusura dei vasi attraverso coagulazione con laser argon-plasma. In alcuni casi può essere necessaria la resezione di un piccolo tratto di intestino nei casi di poche lesioni localizzate. In presenza di lesioni diffuse, molto sanguinanti la cui localizzazione non è stata accertata dalle indagini endoscopiche, può essere eseguita un'embolizzazione con guida angiografica.
Se i siti di sanguinamento sono numerosi e inaccessibili alle precedenti tecniche, il paziente può essere sottoposto a una terapia medica con antifibrinolitici (acido tranexamico o acido aminocaproico) per via sistemica.

### Terapia medica e chirurgica
Nel corso degli anni sono stati provati vari trattamenti contro l'angiodisplasia, senza risultati soddisfacenti; fra i principi attivi più sperimentati si ritrova il talidomide. L'octreotide invece si è dimostrato efficace nel prevenire le perdite ematiche. La chirurgia è riservata a quei casi in cui non si è riusciti ad arrestare il sanguinamento con altri approcci endoscopici o con la terapia medica.
Per quanto riguarda la terapia ormonale (utilizzo di estrogeni), la loro utilità rimaneva dubbia, soprattutto per i scarsi risultati rispetto al placebo somministrato, i dubbi e l'inutilità del trattamento (che è durato per decenni) è stato dimostrato solo nei primi anni del XXI secolo.